# Малошина
Малошина (пол. Małoszyna) — село в Польщі, у гміні Владиславув Турецького повіту Великопольського воєводства.
Населення — 383 особи (2011).
У 1975-1998 роках село належало до Конінського воєводства.

## Демографія
Демографічна структура станом на 31 березня 2011 року:
|          | Загалом | Допрацездатний вік | Працездатний вік | Постпрацездатний вік |
| -------- | ------- | ------------------ | ---------------- | -------------------- |
| Чоловіки | 184     | 44                 | 121              | 19                   |
| Жінки    | 199     | 39                 | 115              | 45                   |
| Разом    | 383     | 83                 | 236              | 64                   |